# Banco Serrana
El banco Serrana es un atolón del mar Caribe perteneciente al archipiélago de San Andrés, Providencia y Santa Catalina, el cual es administrado por Colombia.

## Cayos

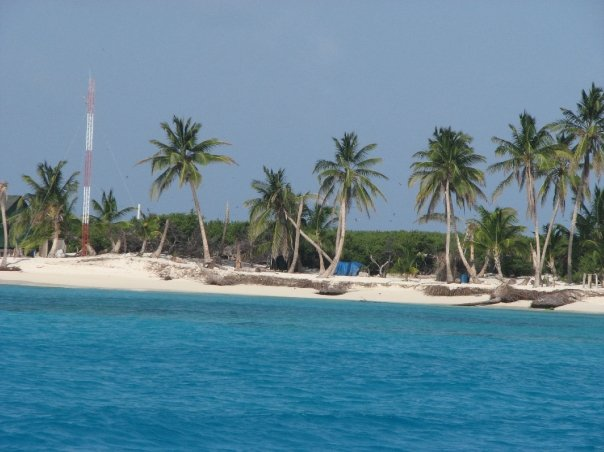
Cayo Serrana.

El banco está compuesto por seis cayos arenosos que son, desde el sur al norte, los siguientes:
- Cayo del Sudoeste "Southwest Cay" (500 por 200 metros).
- Cayo del Sur "South Cay" (150 por 25 metros).
- Cayo Pequeño "Little Cay" (menos de 100 metros en diámetro).
- Cayo Estrecho "Narrow Cay".
- Cayo del Este "East Cay".
- Cayo del Norte "North Cay".

## Características
El banco presenta una forma triangular-ameboide, el cual mide 37 km de longitud norte-sur y 30 km de anchura en el sentido noreste-suroeste, localizado en las coordenadas 14°20′N 80°20′O / 14.333, -80.333. Dicho banco encierra una enorme laguna que está comunicada al oeste con el mar por medio de una abertura. Por estar situado en mar abierto es propenso al paso de huracanes, entre los cuales destaca el Huracán Félix, cuyo ojo pasó sobre el Cayo el 3 de septiembre de 2007.
La corriente del Caribe es la predominante, y las aguas circundantes son oceánicas transparentes con bajos aportes de nutrientes y salinidades constantes (entre 35,93 y 36,04 %). La temperatura promedio en el área es de 27,9 °C.

## Historia
El Banco Serrana lleva ese nombre en honor al náufrago español Pedro Serrano, que vivió allí desde 1525 hasta que fue rescatado en 1532, aventura que inspiró la novela Robinson Crusoe de Daniel Defoe.
Apareció descrito por primera vez en un mapa neerlandés de 1545 ya con esta denominación y, más tarde, fue cartografiado más ampliamente por los ingleses en 1660.
El Banco Serrana es territorio administrado por Colombia, pero en el pasado fue disputado por los Estados Unidos, quien lo ocupó e instaló una base hasta 1981. El 8 de septiembre de 1972, los gobiernos de Estados Unidos y Colombia firmaron un tratado (Vázquez-Sacio) en el que se reconocía como territorio colombiano entre otros al Banco o Cayos Serrana, acuerdo que se hizo efectivo a partir del 17 de septiembre de 1981 y según el cual los estadounidenses renunciaron definitivamente a sus pretensiones de soberanía sobre este banco, pero mantuvieron derechos de pesa sobre el Banco y sus áreas aledañas.
El 19 de noviembre de 2012, la Corte Internacional de Justicia ratificó la soberanía colombiana sobre estos cayos y sobre las 12 millas de mar territorial alrededor de ellos, pero negó a su vez la conexión continua de mar con el Archipiélago de San Andrés, pues el mar que separa Serrana del resto de cayos e islas quedó dentro de la zona económica exclusiva de Nicaragua.